# Trainen

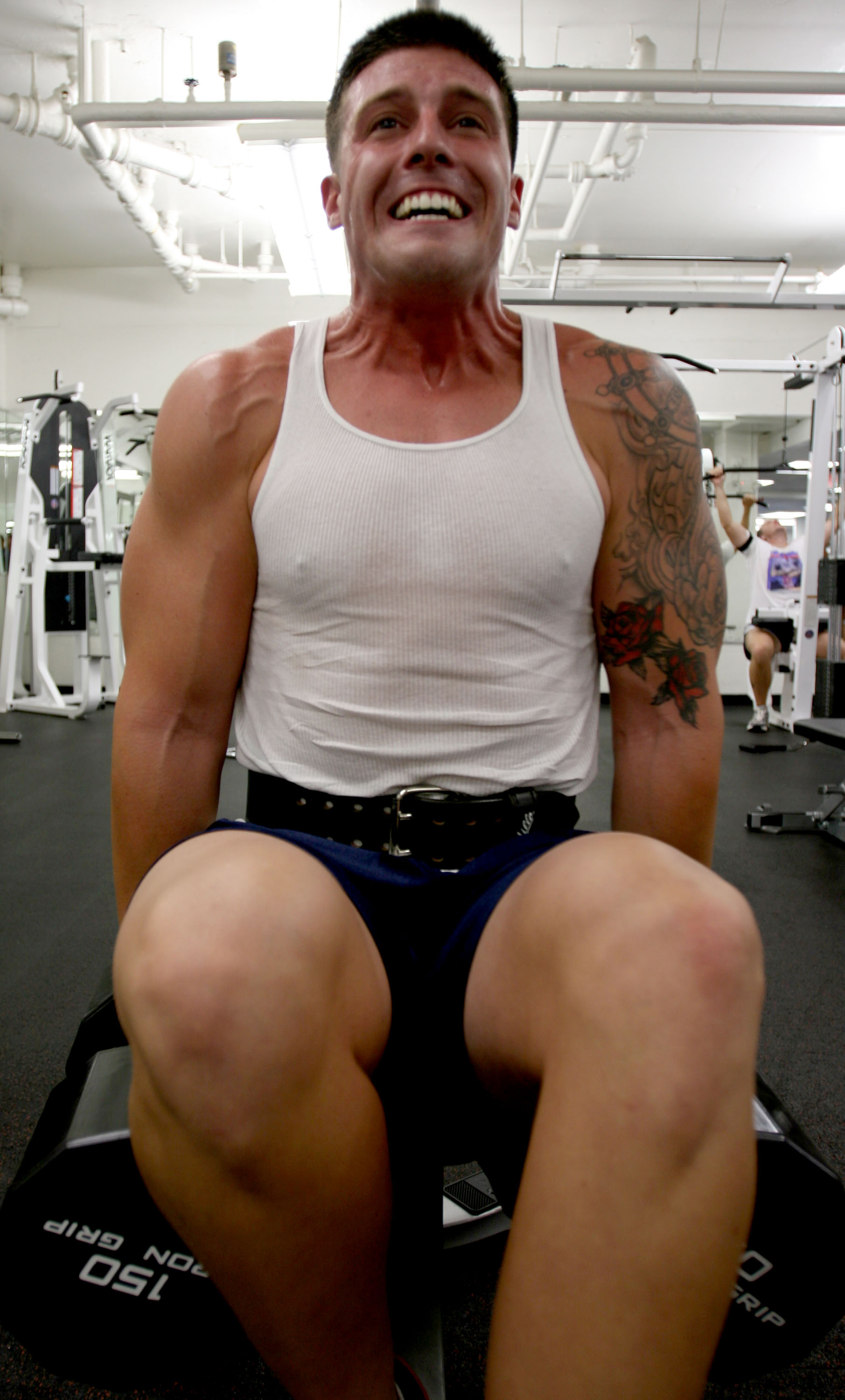
Trainen in een sportschool

Trainen is een activiteit die de prestaties verbetert door een fysieke verandering in het lichaam. Dit is te onderscheiden van oefening dat verbeteringen in coördinatie, behendigheid, evenwicht en nauwkeurigheid kan brengen.
Iemand die vaak hardloopt, zal door deze training na een bepaalde tijd steeds beter gaan hardlopen. Iemand die veel sudoku's oplost, zal dit door deze oefening steeds sneller kunnen doen. Repeteren is het oefenen op een muziekinstrument.
Trainen kan individueel gebeuren of in clubverband. Individueel is bijvoorbeeld het wekelijks lopen van een vast hardlooprondje of volgen van een persoonlijk trainingsschema. Voor meer structuur, ondersteuning en gezelligheid trainen ook veel mensen bij een sportvereniging of in groepsverband, zoals een trainingsgroep.
Trainen kan voor verbetering zorgen door lichamelijke of geestelijke adaptiviteit van mensen of dieren. Bij het trainen, in ieder geval bij het trainen voor sport, zijn verschillende aspecten te onderscheiden die getraind kunnen worden, waaronder techniek, conditie, tactiek en mentale training.

## Techniek
Het trainen van techniek bestaat uit het aanleren van een correcte pose of bewegingspatroon met als doel een beweging zo optimaal, snel, mooi of efficiënt uit te voeren. Voor de vrije slag krijgt een zwemmer bijvoorbeeld een techniek aangeleerd om zo snel mogelijk door het water te gaan. Bij zwemmen kan dit door het verminderen van de wrijvingsweerstand van het lichaam en het verhogen van de voortstuwing van armen/benen in het water.
Bij de schoolslag geldt hetzelfde, maar hier zijn er ook nog reglementaire restricties aan de beweging. Het is bijvoorbeeld niet toegestaan de armen aan het eind van de slag achter de rug terug te halen naar voren. Dit zou leiden tot minder waterweerstand. Deze laatste optimalisatie leidde overigens naar verluidt tot de vlinderslagtechniek, welke tegenwoordig een van de drie erkende wedstrijdslagen is, naast de vrije slag. 

## Conditie
Een technisch goede zwemmer kan door een zwemmer met een mindere techniek verslagen worden, als deze zijn gebrek aan techniek kan compenseren met een superieure lichamelijke conditie. Conditie is deels natuurlijk aangeboren, maar is ook deels trainbaar. Overigens is de trainbaarheid (en ook de belastbaarheid) ook weer deels aangeboren.
Het verhogen van de lichamelijke conditie kan zowel via het trainen van de spierkracht (krachtsport) als van hart, bloedvaten en longen (cardiovasculaire training). Conditie wordt binnen de (inspannings-)fysiologie nog opgesplitst in anaerobe en aerobe conditie. Anaerobe conditie is van belang voor korte afstanden/inspanningen sprint, waarbij maximaal kracht van belang is. 
Aerobe conditie is van belang voor lange afstanden/tijdsduur (duursport), waarbij efficiëntie en uithoudingsvermogen belangrijk zijn.
Het principe van zowel krachttraining als duurtraining berust op het compenseren van het lichaam na afloop van een inspanning, om deze een volgende keer beter aan te kunnen supercompensatie. Hiervoor heeft het lichaam hersteltijd nodig. Naast training is dus ook rust een essentieel onderdeel van een trainingsprogramma.

## Tactiek
Een topfitte en technisch superieure zwemmer kan toch nog geklopt worden door een mindere opponent als deze laatste zijn wedstrijd beter indeelt. Dit is een vorm van tactiek. Tactiek is ook van groot belang bij sporten met complexere bewegingsvormen of complexer wedstrijdverloop, zoals badminton. Bij teamsporten waarbij gezamenlijk een tactiek moet worden 'uitgespeeld' kan een coach met goed tactisch inzicht een team laten winnen dat in principe zwakker is.

## Mentale aspecten
Naast lichamelijke conditie is ook de mentale conditie van een sporter van belang. Een topfitte en technisch superieur sporter kan suboptimaal presteren indien hij/zij niet voldoende geconcentreerd is. De focus tijdens en wedstrijd is dan bijvoorbeeld niet goed, te veel intern of te veel extern gericht. Sommige sporters kunnen bij een belangrijke wedstrijd zelfs geheel blokkeren door nervositeit. Andere sporters krijgen juist pas tijdens een wedstrijd voldoende focus en verslaan atleten die in de training nog beter leken.